# Roland Schlosser
 Roland Schlosser (né le 23 août 1982 à Bregenz) est un escrimeur autrichien, spécialiste du fleuret.
Il a participé aux Jeux olympiques en 2004 et à ceux de 2008. Il remporte la médaille de bronze lors des Championnats d'Europe d'escrime 2008.